# Imigração brasileira em Portugal
Os brasileiros em Portugal representam aproximadamente 40% da população estrangeira residente no país. O seu estatuto legal varia de acordo com vários e complexos elementos, tais como data de chegada e de processos de legalização eficazes disponíveis para eles (1992, 1996, 2001, 2003), se eles são casados com um nacional ou têm ascendência portuguesa (ou de outros europeus) e estudantes de ensino superior. De acordo com dados oficiais do SEF a maior parte dos brasileiros encontram-se em situação regular e possuem autorização de residência permanente ou temporária.
Em 2023, 513.000 brasileiros residiam em Portugal, sendo a segunda maior comunidade brasileira fora do Brasil, atrás apenas da dos Estados Unidos.
Entre as motivações que levam os brasileiros a procurar Portugal inclui-se a imagem da “velha pátria mãe”, os laços histórico-coloniais, a corrente de retorno da emigração portuguesa para o Brasil (dos próprios e dos seus descendentes), o idioma comum, a curiosidade natural em relação a Portugal e à Europa e uma certa familiaridade com a cultura portuguesa. Mas são também fatores determinantes o facto de não ser exigido um visto de entrada como turista, a existência de redes sociais que dão apoio ao imigrante –amigos, conhecidos ou familiares que facilitam o momento de chegada; a tranquilidade da vida em Portugal, bem como as imagens optimistas transmitidas pelos meios de comunicação social no Brasil, exibindo oportunidades económicas e de emprego em Portugal.

## Estatísticas
O número de brasileiros vivendo em Portugal apresentou oscilações ao longo dos anos. Em 1999, viviam em Portugal 20 851 brasileiros. O número atingiu um pico em 2010, com 119 363, porém caiu para 82 590 em 2015. Entre 2016 e 2023, o número cresceu consideravelmente, saltando de 81 251, em 2016, para 211 958, em 2022. Em 2023, a comunidade brasileira em Portugal atingiu o maior número da história, com 513 mil, segundo dados do Itamaraty. É a segunda maior comunidade de brasileiros no exterior, atrás da dos Estados Unidos, com 2 085 000 brasileiros.
| Número | 20 851 | 26 508 | 66 354 | 111 445 | 82 590 | 151 304 | 513 000 |

### História
Durante vários séculos, o Brasil foi o principal destino dos emigrantes portugueses. Contudo, a partir da década de 1960, o Brasil deixou de ser um destino migratório visado pelos portugueses, ao passo que, a partir da década de 1970, ocorreu uma inversão do fluxo migratório entre os dois países, pois Portugal passou a receber imigrantes brasileiros.
A imigração de brasileiros para Portugal pode ser dividida em duas fases. A primeira, ocorrida desde finais da década de 1970 até o fim da década de 1990, foi reduzida numericamente e formada principalmente por profissionais qualificados (dentistas, informáticos, profissionais da publicidade e do marketing).
No início da década de 1990, uma categoria que ficou particularmente conhecida em Portugal foi a dos "dentistas brasileiros", pois, na época, havia um acordo entre Portugal e Brasil que estabelecia a equivalência direta entre todos os diplomas universitários de ambos os países. O aumento da concorrência com a chegada dos dentistas brasileiros, porém, causou polêmica entre os dentistas portugueses, fazendo com que a legislação portuguesa de equivalência de diplomas fosse alterada.
A segunda fase, iniciada na década de 2000, foi marcada por um grande aumento no número de brasileiros, que passaram a ser a maior comunidade estrangeira em Portugal, e pelo aumento de imigrantes sem qualificação. Os homens brasileiros passaram a se empregar principalmente em postos de trabalho menos qualificados e com baixos níveis de remuneração, em particular na construção civil. Por sua vez, as mulheres brasileiras concentraram-se sobretudo em atividades relacionadas a cuidados e limpeza (cuidadoras, empregadas domésticas e faxineiras), bem como na área relacionada à estética (manicures, cabelereiras, depiladoras). Muitos brasileiros também empregaram-se no setor dos serviços (atendimento ao público, restaurantes, vendas, turismo).

### Razões para a emigração
Dentre os principais motivos que levam os brasileiros a imigrar para Portugal está a fuga da violência no Brasil. Os imigrantes brasileiros enxergam Portugal como um país mais seguro para criar os seus filhos. Outros motivos incluem a instabilidade política e econômica do Brasil, a procura por um emprego melhor e por melhores condições de vida. O acesso a boa educação e a um bom sistema de saúde também são citados.
Portugal é dos países mais acessíveis para brasileiros na Europa. A legislação para adquirir a cidadania portuguesa por descendência é mais flexível, pois permite um grau de parentesco até os bisavós. O fato de ambos os países compartilharem o mesmo idioma também é um elemento facilitador para os brasileiros. A legislação portuguesa também favorece a entrada de cidadãos da Comunidade dos Países de Língua Portuguesa (CPLP), de modo que brasileiros podem entrar no país sem visto, e pedir autorização de residência depois.

## Situação de 2009 até à atualidade
Devido à crise económica em Portugal, houve em 2009 uma diminuição significativa dos brasileiros que vinham a Portugal, o que ocasionou em um grande retorno ao Brasil. De acordo com um relatório de 2012, mais de seis mil brasileiros deixaram Portugal, não somente devido à crise no país, mas também devido à grande veiculação de que o Brasil vivia um bom momento de crescimento económico. A diminuição da presença de brasileiros em Portugal só não foi maior por causa da chegada de estudantes brasileiros às universidades portuguesas. Porém, alguns especialistas não acreditavam que haveria um regresso de brasileiros em massa para o Brasil devido ao facto de muitos terem estabelecidos raízes em Portugal.
Portugal tem atraído cada vez mais os brasileiros interessados em comprar imóveis no exterior, seja para se mudarem para outro país ou para diversificar os seus investimentos. A proximidade cultural e linguística são apenas alguns dos motivos que explicam o maior interesse dos brasileiros pelo mercado imobiliário português. Outro fator relevante são os preços, que são inferiores aos de outros países europeus, e o facto de o país conceder um visto, válido por cinco anos, para estrangeiros que compram imóveis acima de 500 mil euros: os chamados vistos gold.
Os fluxos migratórios dos brasileiros com destino a Portugal seguem uma tendência de crescimento em todo o mundo, não deixando o sistema lusófono por trás. O Brasil passa desde 2014 por um período de desemprego e recessão histórica, que não dá sinais de recuperação rápida e isso tende a intensificar ainda mais esse fluxo migratório.

## Xenofobia
Segundo a Comissão para a Igualdade e contra a Discriminação Racial (CICDR), órgão ligado ao governo português, as denúncias de casos de xenofobia contra brasileiros em Portugal aumentaram 433% desde 2017 (naquele ano, a comunidade imigrante do Brasil tinha voltado a crescer). Em 2020, foram 96 queixas relativas a discriminação devido à nacionalidade brasileira. Em 2017, apenas 18. Entre os estrangeiros que vivem em Portugal, são os brasileiros que mais registam casos em que são vítimas de manifestações de racismo e xenofobia.
A visão que os portugueses têm dos imigrantes brasileiros foi mudando ao longo do tempo. Nas décadas de 1980 e 1990, os brasileiros que imigravam para Portugal eram recebidos com cordialidade e simpatia pelos portugueses. Muitos eram filhos e netos de portugueses, além de serem qualificados profissionalmente (dentistas, publicitários e profissionais da área de informática). A imagem do Brasil era positiva em Portugal: novelas brasileiras, como Gabriela, fizeram grande sucesso no país, bem como o futebol, a música e as belezas naturais do Brasil eram admirados em Portugal. Tudo mudou a partir do início da década de 2000, devido à alteração do perfil migratório dos brasileiros em Portugal. Aumentou o número de imigrantes menos qualificados, que foram trabalhar nas áreas da construção civil, do comércio, dos restaurantes e do serviço doméstico. Com a intensificação da chegada de brasileiros de baixa renda e com pouca escolaridade a Portugal, o sentimento de desagrado em relação aos brasileiros cresceu no país. Em consequência, aumentou em Portugal a associação entre brasileiros e aspectos negativos, em particular associando o homem brasileiro à criminalidade e a mulher brasileira à prostituição.
Uma pesquisa de 2024 mostrou que 52% dos portugueses entrevistados querem menos imigrantes brasileiros em Portugal, a mesma proporção dos que querem menos chineses. Houve, contudo, redução em relação à pesquisa de 2010, quando 57% dos portugueses queriam menos brasileiros em Portugal. O grupo mais rejeitado foi o do subcontinente indiano (Índia, Nepal e Bangladesh), com 63% querendo que seu número diminua. Os outros grupos questionados foram europeus do Leste da Europa (48% dos portugueses querem que seu número diminua no país), africanos (47%) e de países ocidentais (26%). 68% dos inquiridos consideram que a "política de imigração em vigor em Portugal é demasiado permissiva em relação à entrada de imigrantes", embora 68% concordam que os imigrantes "são fundamentais para a economia nacional".